# Le Plessis-Bouchard
Le Plessis-Bouchard è un comune francese di 7 776 abitanti situato nel dipartimento della Val-d'Oise nella regione dell'Île-de-France.

## Società

### Evoluzione demografica
Abitanti censiti

## Amministrazione

### Gemellaggi
- Niederstetten